# Indonesia AirAsia
PT. Indonesia AirAsia (діє як Indonesia AirAsia) — індонезійський підрозділ малайської бюджетної авіакомпанії AirAsia, що базується в Джакарті. Виконує внутрішні і міжнародні рейси з аеропорту Сукарно-Хатта в Джакарті та інших аеропортів країни.
Протягом кількох років аж до липня 2010 року Indonesia AirAsia в числі низки індонезійських перевізників перебувала в списку авіакомпаній з забороною на польоти в країни Євросоюзу.
З 15 квітня 2009 року обслуговування всіх внутрішніх рейсів AirAsia в міжнародному аеропорту Сукарно-Хатта було перенесено в новий термінал 3, проте міжнародні маршрути залишилися в старому терміналі 2D.

## Флот

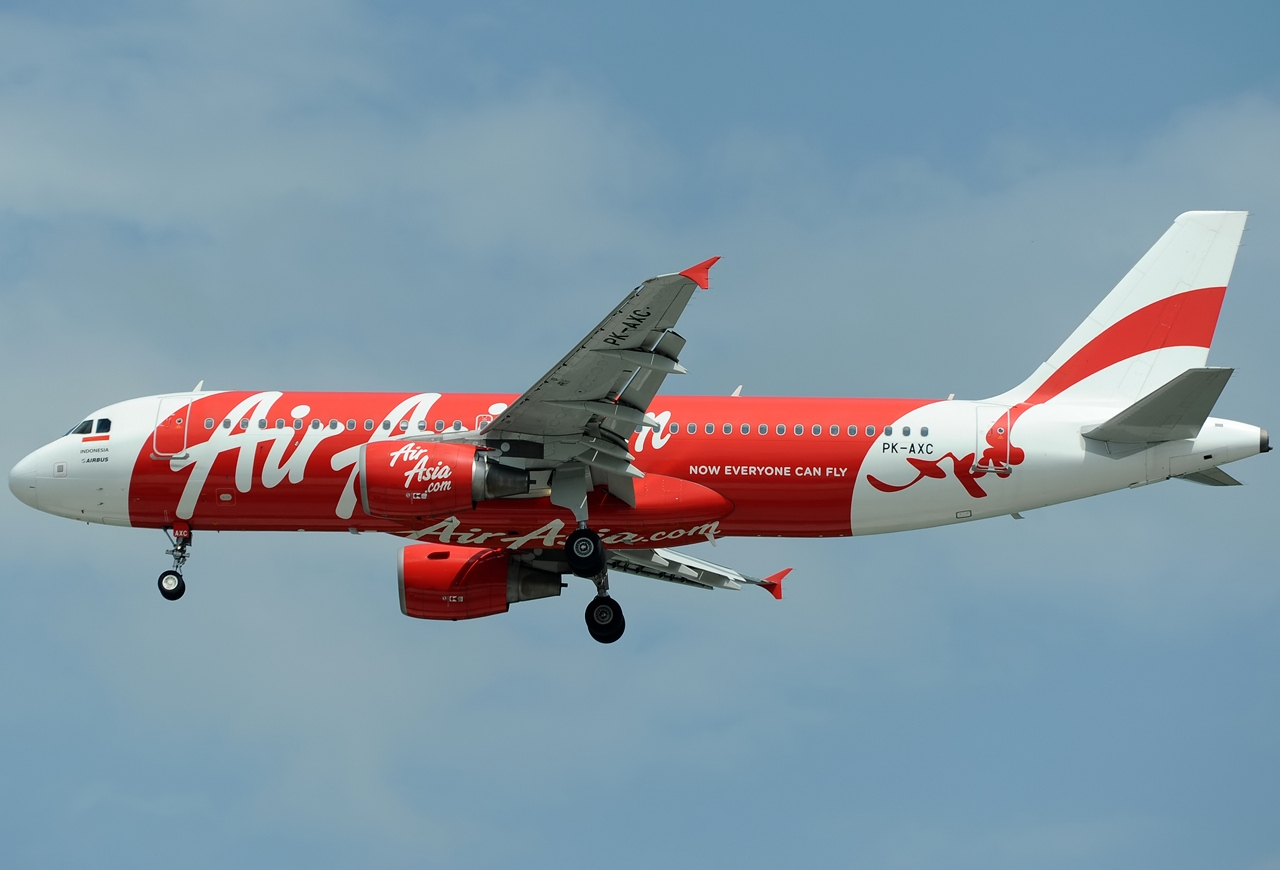
Airbus A320-200 авіакомпанії AirAsia Indonesia

Повітряний флот авіакомпанії складається з літаків Airbus A320. Станом на травень 2023 року компанія експлуатує:

## Події
- 28 грудня 2014 року літак Airbus A320 авіакомпанії Indonesia AirAsia з реєстраційним номером PK-AXC зазнав катастрофу в Яванському морі, між островами Ява і Калімантан. На борту було 162 людини.